# Шахкулу Текели
Шахку́лу Баба́ Текели́ (азерб. Şahqulu — «Раб шаха»); настоящее имя Карабыйык-оглу; умер 2 июля 1511) — кызылбаш из племени текели, предводитель широкомасштабного народного восстания, вспыхнувшего в 1511 году в юго-восточной Анатолии и проводимого под шиитскими и сефевидскими лозунгами, но также имевшего антифеодальную направленность. Шахкулу, провозгласив себя «спасителем», призывал к отказу от повиновения турецкому султану. В боях с повстанцами в районах Сиваса и Кайсери султанские войска неоднократно терпели поражения. Однако смерть Шахкулу в бою ознаменовала конец восстания.

## Биография
Карабыйык-оглу проживал на территории под названием Текели, названной именем бывшего бейлика Текке в деревне близ Антальи на юго-востоке Турции. Он взял себе прозвище Шахкулу, то есть «Раб шаха» (шаха Исмаила), однако в османских источниках он обычно упоминается как Шайтанкулу (Шейтан-кули), то есть «Раб сатаны» (это прозвище было переделано турками и врагами кызылбашей).
Шахкулу и его отец Хасан-халиф, мюрид шейха Хейдарафа, отца Исмаила I, в течение ряда лет вели аскетический образ жизни, живя в пещерах и проводя время в постоянных молитвах. Своим благочестием они завоевали симпатию местных жителей, и вскоре у Шахкулу было уже множество сторонников. Будучи одновременно и религиозным лидером, и предводителем повстанцев, он лишь ждал подходящего момента для начала восстания. Такой момент наступил, когда началась борьба за трон между сыновьями султана Баязида II.

### Восстание
Сначала Шахкулу со своим десятитысячным войском двинулся в Кютахью, одновременно совершая набеги на небольшие города. Вскоре за ним была послана армия во главе с Карагёз Ахмед-Пашой, но она была разгромлена повстанцами. Кстати, к тому времени их было уже 20 тысяч. Через некоторое время состоялась вторая битва, в которой Ахмед-Паша был взят в плен и казнён. Это была вторая крупная победа повстанцев. Затем Шахкулу со своими отрядами двинулся на Бурсу. Обеспокоенный этим, султан послал против повстанцев вторую армию во главе с великим визирем Хадим Али-Пашей и принцем Ахметом, одним из претендентов на трон. Шахкулу был не в состоянии противостоять таким силам противника и был вынужден отступать на восток, к Сивасу.
Войско султана нагнало Шахкулу только возле реки Гек-чай между Сивасом и Кайсери. Там состоялась решающая битва и повстанцы были побеждены. Хадим Али-Паша и Шахкулу были убиты в сражении. После этого, остатки повстанцев бежали во владения персидского шаха Исмаила, а самого Шахкулу похоронили неподалёку в Амасье.

## В популярной культуре
Шахкулу появляется в компьютерной игре Assassin's Creed: Revelations (2011) от французской компании Ubisoft как один из антагонистов. В игре говорится, что ещё в раннем детстве он присоединился к ордену тамплиеров после того, как османы уничтожили его деревню, убили его родителей-беженцев из хорасанской деревни (южный Туркменистан) и угнали его и остальных жителей в Стамбул. После окончания восстания Шахкулу, он стал компаньоном тамплиера Мануила Палеолога, титульного наследника Византии, пытавшегося восстановить Византийскую империю под знамёнами тамплиеров. В марте 1512 года Шахкулу пребывал в Деринкую (Каппадокия) и вместе с Мануилом Палеологом готовил армию, однако был убит ассасином Эцио Аудиторе да Фиренце, главным протагонистом игры. Также он присутствует в многопользовательском режиме игры в качестве персонажа по имени «Отступник».